# 名古屋市立北高等学校
名古屋市立北高等学校（なごやしりつ きたこうとうがっこう）は、愛知県名古屋市北区如来町に所在する市立の高等学校。音楽部は全国大会にも多く出場している。地元では主に単なる「北高」と略されるが、他校と区別するために「名市北」などと略されることもある。

## 設置学科
普通科
- 普通コース
- 国際理解コース

※ 1年次に普通コース・国際理解コースを選択し、2年次より理系コース・文系コース・特進コースの3つに分かれ、3年次で文系のみ国公立志望クラスと私大志望コースに分かれる。

## 概要
1学年8クラスで男女の比率はほぼ5：5。2000年（平成12年）頃までは、女子の割合が高かった。
オーストラリア交換留学制度があり、1965年（昭和40年）より続いていたが、2012年（平成24年）をもって終了した。
身分を証明する生徒手帳はなく、カード型の学生証が配布される。
学年ごとに赤青緑の3色が割り振られており、運動着、バッジ、スリッパなどで学年が判別できるようになっている（3年間持ち越し）。
北高体操という体操があったが、1992年（平成4年）頃消滅した。それまでは1年生の大型行事であった。

## 沿革
- 1963年（昭和38年） - 愛知県名古屋市北区楠町大字如意字西浦2592において、普通科10学級で開校[WEB 2]。
- 1973年（昭和48年） - 学校群制度による1期生入学。旭丘高校と名古屋3群、名古屋西高校と名古屋4群を組む。
- 1978年（昭和53年） - 愛知県名古屋市北区如来町50番地へ所在地名変更[WEB 2]。
- 1989年（平成元年） - 複合選抜入試制度による1期生入学。尾張2群Bグループに属する。

## 部活動

### 体育運動部
サッカー部は1971年（昭和46年）に全国高等学校総合体育大会サッカー競技愛知県大会で優勝している。
- サッカー部（男）[WEB 3]
- 陸上部[WEB 3]
- 水泳部[WEB 3]
- 剣道部[WEB 3]
- ハンドボール部（男・女）[WEB 3]
- ソフトボール部（女）[WEB 3]
- 硬式テニス部（男・女）[WEB 3]
- ソフトテニス部[WEB 3]
- バレーボール部（男・女）[WEB 3]
- 卓球部[WEB 3]
- バドミントン部[WEB 3]
- バスケットボール部（男・女）[WEB 3]
- 柔道部[WEB 3]

### 文化部
音楽部はNHK全国学校音楽コンクールで20回、 全日本合唱コンクールでは13回全国大会に出場。映画研究部はNHK杯全国高校放送コンテストに全国大会に4回出場している。
- 音楽部[WEB 3]
- 美術部[WEB 3]
- 家庭部[WEB 3]
- 演劇部[WEB 3]
- 映画研究部[WEB 3]
- 写真部[WEB 3]
- 茶道部[WEB 3]
- 科学部[WEB 3]
- コンピュータ部[WEB 3]

### 同好会
- アウトドア同好会[WEB 3]
- 英語同好会[WEB 3]
- 漫画研究同好会[WEB 3]
- 囲碁将棋同好会[WEB 3]
- JRC同好会[WEB 3]

## 学校行事

### 1学期
- 入学式[WEB 4]
- 稲武野外合宿（1年生）[WEB 4]
- 体育祭[WEB 4]
- スポーツDay（球技大会）[WEB 4]

### 2学期
- 文化祭[WEB 4]
- 修学旅行（2年生）[WEB 4]
  - 行先は広島・岡山[WEB 5]
- 体験入学[WEB 4]

### 3学期
- スポーツDay[WEB 4]
- 卒業式[WEB 4]

## 施設

### グラウンド
体育の授業と主にサッカー部、陸上部、ソフトボール部で使用する。

### テニスコート
4面ある。主に硬式テニス部、ソフトテニス部、体育の授業が使用する。クレーコートで、部活では硬式テニス部男女、ソフトテニス部男女がそれぞれ1面ずつ使用している。
土曜などに部活動が使用する際は午前の部、午後の部と別れて使用し、一つの部活が2面もしくは4面で活動することが多い。

### ハンドボールコート
ハンドボール部、体育の授業が使用する。
2014年（平成26年）より照明が設置され、日没後も活動しやすくなっている。

### 体育館
小体育館、新体育館と呼ばれる2種類の体育館が存在する。
小体育館はバドミントン部、卓球部、新体育館はバレーボール部とバスケ部、舞台上を演劇部が使用。どちらも体育の授業でも使用される。

## 著名な卒業生
- 平岩俊司 - 南山大学総合政策学部教授
- 森和実 - 尾張旭市長
- 江川達也 - 漫画家
- たしろさやか - タレント
- 石黒明秀 - 十六銀行頭取

## 交通アクセス
名古屋市営地下鉄や名鉄小牧線（最寄りは味美駅など）、JR東海交通事業城北線（最寄りは比良駅または味美駅）の駅から離れている（徒歩20分以上）ため、名古屋市営バスが交通手段となる。平地にあるため名古屋市内のほか、北名古屋市や西春日井郡豊山町、春日井市などから自転車で通学する生徒も多い。
名古屋市営バス（名古屋市交通局）
- 栄11、名駅12、曽根13、小田11：「如意車庫前」下車、徒歩で約5分[WEB 6]。
- 黒川11：「新沼町」下車、徒歩で約3分、「北高校」下車、徒歩で約2分[WEB 6]。

### WEB
1. ↑  “音楽部”.   名古屋市立北高等学校. 2015年2月17日閲覧。
2. 1 2  “学校沿革”.   名古屋市立北高等学校. 2015年2月17日閲覧。
3. 1 2 3 4 5 6 7 8 9 10 11 12 13 14 15 16 17 18 19 20 21 22 23 24 25 26 27  “部活動紹介”.   名古屋市立北高等学校. 2015年2月17日閲覧。
4. 1 2 3 4 5 6 7 8 9  “主な行事”.   名古屋市立北高等学校. 2015年2月17日閲覧。
5. ↑  “2014年度修学旅行”.   名古屋市立北高等学校. 2015年2月17日閲覧。
6. 1 2  “交通アクセス”.   名古屋市立北高等学校. 2015年2月17日閲覧。

### 書籍
1. ↑  北区制50周年記念事業実行委員会 1994, p. 502.

## 文献案内
- 岡田尭 編『友情は赤道を越えて 北高学生交換20年史』岡田尭、1985年。
- 名古屋市立北高等学校 編『北高等学校二十五年誌』名古屋市立北高等学校、1988年。
- 岡田尭 編『友情は赤道を越えて 続 北高学生交換30年史』JO会、1995年3月。